# 宮本弘佑
宮本 弘佑（みやもと こうすけ、1997年6月5日 - ）は、日本の俳優。大阪府出身。スターダストプロモーション制作3部所属。

## 略歴
小学5年生からモデル・俳優として活動を始める。
2018年に拠点を東京へ移す。
2022年6月27日スターダストプロモーション大阪営業所から製作3部へ所属変更をSNSで発表。

## 人物
趣味は天体観測、映画鑑賞、写真。
特技は短距離走、陸上。

## 出演

### テレビドラマ
- 警視庁取調官 落としの金七事件簿（2010年5月29日、テレビ朝日）
- 鈴木先生 第7話（2011年6月6日、テレビ東京） - 大野豊 役
- 銀二貫（2014年4月10日 - 6月10日、NHK総合） - 善次郎（幼少期） 役

### 配信ドラマ
- Hulu U35クリエイターズ・チャレンジ「瑠璃とカラス」（2022年2月、Hulu）

### 映画
- 大奥〜永遠〜［右衛門佐・綱吉篇］（2012年12月公開、松竹、アスミック・エース）
- 先生!、、、好きになってもいいですか?（2017年10月28日、ワーナー・ブラザース映画）
- 明日にかける橋 1989年の想い出（2018年6月30日、渋谷プロダクション） - ユキヒコ 役

### 舞台
- 髙島屋×「ガラスの仮面」×アカルスタジオ バレンタインスタジオ公演『愛のメソッド 2017』（2017年2月1日-2月14日、アカルスタジオ）
- Mother～母が残してくれたもの～（2017年5月5日 - 5月7日、近鉄アート館）
- 日本史×漫才　ヒストリーズ・ジャパン（2017年5月11日 - 5月14日、アカルスタジオ）
- よしもと×アカルOff-Off-Broadway第27弾0F公演『S.Y.K.』（2017年7月19日 - 7月23日、アカルスタジオ）
- しまぁ～ん共和国 第9回本公演「刺すペンっす！」（2017年9月6日 - 9月10日、HEP HALL）
- RICE on STAGE「ラブ米」 - ゆめのはたもち 役
  - 〜Endless rice riot〜（2017年11月17日 - 26日、品川プリンスホテル クラブeX）
  - ～I'll give you rice～（2018年4月21日 - 4月30日、品川プリンスホテル クラブeX）
- 10年後のスピカ（2018年1月12日 - 1月14日、アカルスタジオ）
- 有限男と無限女（2018年6月28日 - 7月1日、アカルスタジオ）
- from the moon light～月からの贈り物～（2018年8月9日 - 8月12日、上野ストアハウス）
- letters（2018年9月15日 - 9月17日）
- A´company Produce Musical「CRAZY×BOTTOM ～僕たちのyell日記～」(2018年11月29日 - 12月2日、シアターグリーン BOX in BOX THEATER)
- ミュージカル 封神演義 - 武吉 役
  - 封神演義-目覚めの刻-（2019年1月13日 - 20日、EXシアター六本木[4] ）
  - 封神演義-開戦の前奏曲-（2020年10月25日、品川プリンスホテル ステラボール[注 1]）
- STAR☆JACKS「桜舞う夜、君想ふ」「蝶ヨ舞ヱ、躑躅咲ク春二」(2019年7月18日 - 7月21日、 ABCホール)
- 青春歌闘劇バトリズムステージNOTICE（2020年1月15日 - 1月22日、草月ホール）- ジョウ 役
- ときめく医学と運命的なアイデア（2020年2月14日 - 2月29日、in→dependent theatre 2nd）
- ミュージカル「DREAM!ing」- 柴咲真也 役
  - ミュージカル「DREAM!ing」（2020年12月24日 - 27日、IMPホール / 2021年1月8日 - 17日、大手町三井ホール）[8]
  - ミュージカル「DREAM!ing～Rainy Days～」（2022年7月8日 - 18日、品川プリンスホテル ステラボール）[9]
  - ミュージカル「DREAM!ing〜After Party〜」（2025年8月9日、ニッショーホール）[10]
- 舞台「鬼滅の刃」 - 伊黒小芭内 役[11]
  - 其ノ弐 絆（2021年8月7日 - 15日、天王洲銀河劇場、20日 - 22日、梅田芸術劇場 メインホール、27日 - 31日、TACHIKAWA STAGE GARDEN）
  - 其ノ参 無限夢列車（2022年）- ※映像出演[12]
  - 其ノ肆 遊郭潜入（2023年11月14日 - 19日、メルパルクホール / 12月1日 - 10日〈予定〉、TOKYO DOME CITY HALL）[13]
- 舞台「私立探偵 濱マイク-我が人生最悪の時-」（2022年12月15日 - 18日、サンシャイン劇場、29日・30日、森ノ宮ピロティホール） - 星野 役 ※Wキャスト[14]
- SHOW劇場 vol.15 天守物語（2023年1月26日 - 29日、メイシアター）

### テレビ番組
- 防災スタジアム (2009年3月、NHK和歌山)
- ピラメキーノ 子役恋物語 シーズン14（2010年3月、テレビ東京）[15]
- 猫のひたいほどワイド（2019年4月2日 - 2020年3月24日、テレビ神奈川）- 猫の手も借り隊 火曜イエロー→火曜ブルー

### CM
- ダイハツ「BOON Luminas新車発表会」（2008年）
- 日進学院（2009年）
- 大津市 企業局ガスショールーム「Kito Coco」（2009年）
- ワオ・コーポレーション「個別指導Axis」（2011年）
- NTTドコモインフォマーシャル（2011年）
- auパンフレット（2014年）
- NESTA RESORT KOBE(2016年)
- IHI アイドル解散「航空宇宙開発編」（2019年）
- B-R サーティワン アイスクリーム（2022年4月 - ）

### MV
- アンダーグラフ 「おけいはんパレード」（2015年12月3日）

### 広告モデル
- 東洋学園高等学校　学生服モデル（2015年）
- ベネッセ 進研ゼミ高3講座ダイレクトメールモデル（2015年）

## 書籍

### 雑誌連載
- 新潮社『ニコラ』
  - 2013年9月号 - 2016年3月号：メンズモデル